# Álvaro Domínguez Soto
Álvaro Domínguez Soto (Madrid, 15 de maig de 1989) és un exfutbolista espanyol, que ocupà la posició de defensa entre 2008 i 2016.

## Carrera esportiva
Sorgeix de les categories inferiors de l'Atlètic de Madrid. La temporada 08/09 debuta amb el primer equip matalasser, tant el Lliga com en Champions League. De cara a la temporada 09/10 s'incorpora al primer planter madrileny.
El 27 d'agost de 2009 jugà com a titular el partit de la Supercopa d'Europa 2010 en què l'Atlético de Madrid es va enfrontar a l'Inter de Milà, i va guanyar el títol, per 2 a zero.
El 2012 fou traspassat al Borussia Mönchengladbach per 8 milions d'euros, però una seguit de lesions el van dur a retirar-se amb tan sols 27 anys a finals del 2016.

## Selecció estatal
Ha estat internacional amb les categories sub-19, sub-20 i sub-21 de la selecció espanyola, tot participant en el Mundial Juvenil del 2009.
El juny de 2011 formà part de la selecció sub-21 que va guanyar el Campionat d'Europa de futbol sub-21 de 2011, disputat a Dinamarca.
El juliol del 2012 va ser convocat per la selecció espanyola de futbol per representar Espanya als Jocs Olímpics de Londres 2012, una competició en què el combinat espanyol va caure eliminat en la primera lligueta.

## Palmarès

### Atlético de Madrid
- Lliga Europa de la UEFA (2009-10)
- Supercopa d'Europa de futbol (2010)[1]